# Општина Витина
Општина Витина је општина у Косовскопоморавском округу, Косово и Метохија, Србија. У општини према проценама УНМИК-а живи 59.810 становника.

## Насеља
| - Баланце - Бегунце - Бинач - Бузовик - Велики Годен - Витина - Врбан - Врбовац - Горња Будрика - Горња Слатина - Горња Стубла - Грмово - Грнчар - Гушица | - Дебелде - Деваја - Доња Слатина - Доња Стубла - Доње Рамњане - Дробеш - Ђелекаре - Житиње - Јерли Садовина - Кабаш - Клокот - Корбулић - Летница - Љубиште | - Мијак - Могила - Ново Село - Подгорце - Пожарање - Радивојце - Рибник - Слатина - Смира - Трпеза - Черкез Садовина - Чифлак - Шашаре |

## Демографија
По попису становништва из 1961. године општина Витина је имала 33.642 становника: Албанци - 20.496 (60,92%), Срби - 10.442 (31,03%), Хрвати - 2.077 (6,17%) и остали - 627 (1,86%).
- већинско албанско становништво (преко 50%) имала су насељена места: Баланце, Бегунце, Бузовик, Велики Годен, Врбан, Горња Будрига, Горња Слатина, Горња Стубла, Дебелде, Деваја, Доња Слатина, Доња Стубла, Доње Рамњане, Ђелекаре, Јерли Садовина, Кабаш, Љубиште, Мијак, Пожарање, Рибник, Смира, Трпеза, Трстеник, Черкез Садовина и Чифлак.
- релативну албанску већину имало је насеље Житиње.
- већинско српско становништво (преко 50%) имала су насељена места: Бинач, Витина, Врбовац, Грмово, Грнчар, Гушица, Дробеш, Клокот, Могила, Ново Село, Подгорце, Равниште и Радивојце.
- већинско хрватско становништво (преко 50%) имала су насељена места: Врнавоколо, Врнез, Летница и Шашаре.

По попису из 1971. године општина Витина је имала 39.780 становника: Албанци - 26.927 (67,68%), Срби - 9.649 (24,25%), Хрвати - 2.613 (6,56%) и остали - 591 (1,48%).
Грмово, Гушица, Дробеш, Житиње, Ново Село, Равниште и Радивојце постала су већински албанска насеља (изнад 50%), а Бинач је постао насеље са релативном албанском већином.
По попису из 1981. године, општина Витина је имала 47.839 становника: Албанци - 35.105 (73,38%), Срби - 8.369 (17,49%), Хрвати - 3.722 (7,78%) и остали - 643 (1,34%).
Бинач је постао насеље са апсолутном албанском већином (изнад 50%), а Подгорце насеље са релативном српском већином (испод 50%).
Занимљиво је да је на попису из 1961. године у селу Бузовик живело 126 Црногораца (33,24%), на попису 1971. године их је било 13, а 1981. године у селу није живео ниједан Црногорац.
Број становника у општини Витина у периоду од 1948. до 1991. године (по српским подацима).
| Година          | 1948.  | 1953.  | 1961.  | 1971.  | 1981.  | 1991.  |
| Број становника | 27.308 | 30.722 | 33.642 | 39.780 | 47.839 | 57.290 |

Број становника у општини Витина у периоду од 1948. до 1991. године (по косовским подацима).
| Година          | 1948.  | 1953.  | 1961.  | 1971.  | 1981.  | 1991.  |
| Број становника | 24.214 | 27.270 | 30.049 | 35.820 | 43.690 | 53.318 |